# Pachyodes pratti
Pachyodes pratti là một loài bướm đêm trong họ Geometridae.